# 茨田池
茨田池（まむたのいけ／まんたのいけ）は、日本古代に、河内国茨田郡平池村、現在の大阪府寝屋川市平池にあったと伝わる池。淀川の左岸にあたる。

## 概要
茨田池の記述は、『日本書紀』皇極天皇2年条に集中して描かれている。
この月に蘇我蝦夷は病により、ひそかに紫の冠を子の入鹿に授けている。翌月、山背大兄王の変が起こっている。
『書紀』の皇極天皇時代の記述には、天候のことを語った記述がよく見られ、いずれも『漢書』・『後漢書』の五行志、天文志の語句を用いたものが多い。当該記事も、『後漢書』によるものと見られる。
茨田池自体は、東にある生駒山系の北部を水源とする河川によるものと見られ、茨田堤による耕地化による茨田屯倉の経営に向けられたものと推定される。